# Casa Danioni
Casa Danioni è un palazzetto di Pavia, in Lombardia.

## Storia e descrizione

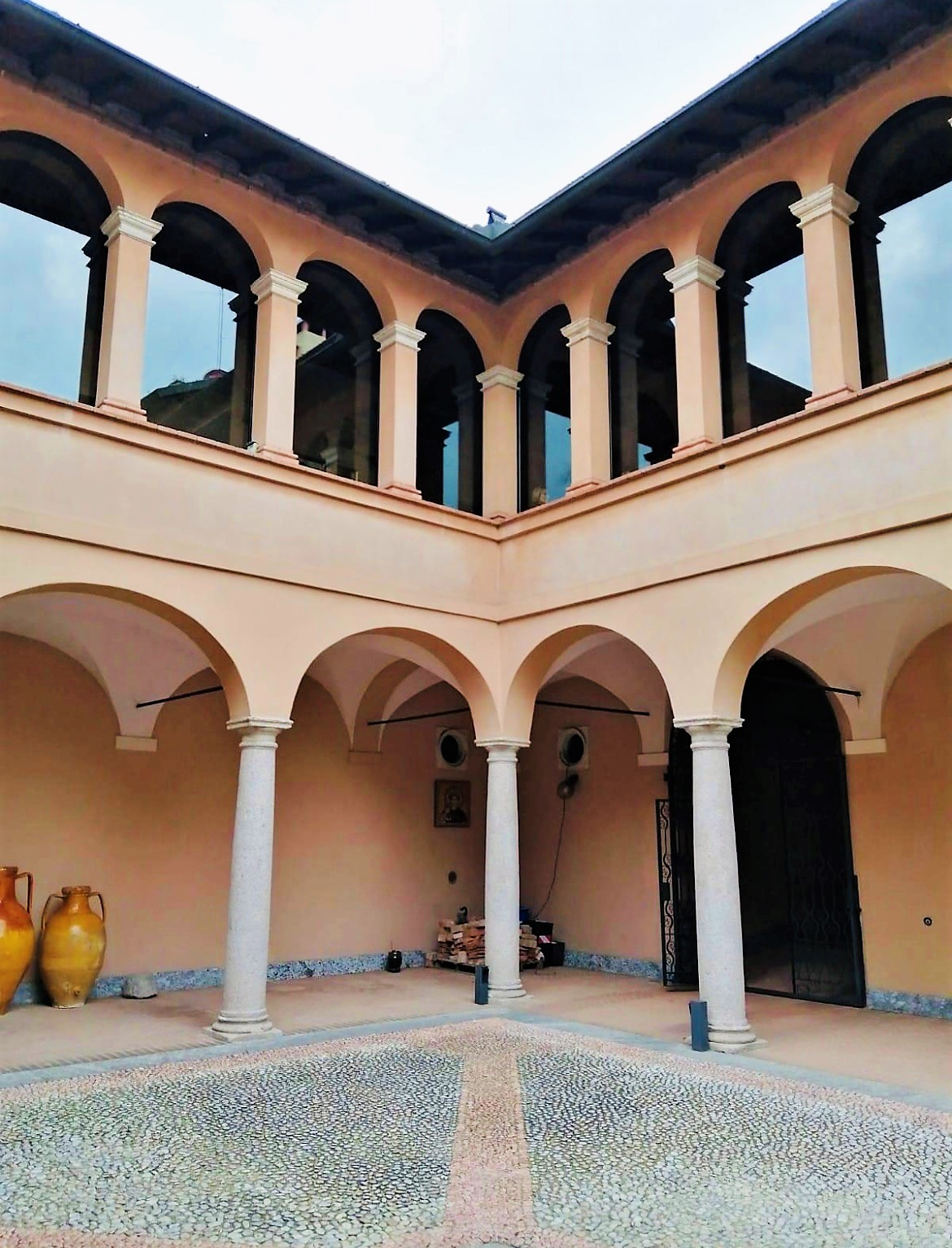
La corte interna

L'edificio, di impianto trecentesco, si trova presso l'antica porta Pertusi e con tutta probabilità era di proprietà della famiglia aristocratica e ghibellina dei da Binasco, uno delle maggiori stirpi urbane, saldamente insediata nel rione di porta Pertusi almeno nel XIV secolo. Successivamente la casa divenne proprietà della congrezione dei Santi Pietro e Paolo che aveva sede presso la vicina chiesa di San Teodoro, sappiamo infatti che la congrezione affittò nel 1661 l'edificio a un certo Carlo Gandino, e nel catasto del 1757 la casa è ancora indicata come possesso della congregazione. Nel 1793 la casa fu data in affitto a Martino Galliani. Alla casa era annessa un'altra porzione, ora non più esistente, ma ancora visibile nel catasto ottocentesco, che confinava a sud con la strada che conduceva alle mura meridionali di Pavia. Nel 1661 questa porzione dell'edificio era affittata dal Beneficio dell'Assunzione. Dopo la soppressione della congregazione, in età napoleonica, l'edificio fu ceduto a privati e, dopo vari passaggi di proprietà, fu acquistata dai Danioni. 
La facciata conserva alcune bifore, purtroppo prive della colonnina centrale, originali. Il portale e una delle finestre trecentesche della facciata vennero in passato asportati e si trovano oggi conservati nei Musei Civici; la finestra presenta, nel riquadro profilante, un rivestimento di formelle quadrate in cotto che componevano un motivo a fogliami stilizzati correlati a foglie nascenti da mascheroni. Come altre case della media e ricca borghesia pavese, nel corso del XV secolo, furono aggiunti all'edificio originario dei piccoli corpi di fabbrica che, agganciandosi ortogonalmente a quelli preesistenti posti sul fronte della strada, diedero origine a complessi abitativi dalla configurazione planimetrica a "L" o a "C" e che si organizzavano attorno a una corte centrale. A tale epoca risale infatti cortile porticato a doppio ordine sovrapposto, forse rimodellato, soprattutto il loggiato, nel corso del XVI secolo, nel quale ogni arcata del portico (retto da colonne in granito) corrisponde una doppia arcatella su pilastrini del loggiato superiore.